# (5618) Saitama
(5618) Saitama est un astéroïde de la ceinture principale.

## Description
(5618) Saitama est un astéroïde de la ceinture principale. Il fut découvert le 4 mars 1990 à Dynic par Atsushi Sugie. Il présente une orbite caractérisée par un demi-grand axe de 2,25 UA, une excentricité de 0,12 et une inclinaison de 7,1° par rapport à l'écliptique.

## Compléments